# 卡纳维埃拉斯
卡纳维埃拉斯（葡萄牙語：Canavieiras）是巴西巴伊亚州的一个市镇。总面积1375.556平方公里，总人口33523人，人口密度24.4人/平方公里。